# Handianus cytisi
Handianus cytisi är en insektsart som beskrevs av Aleksey A. Zachvatkin 1948 . Handianus cytisi ingår i släktet Handianus och familjen dvärgstritar. Inga underarter finns listade i Catalogue of Life.